# Килдир (Северна Дакота)
Килдир (енгл. Killdeer) град је у америчкој савезној држави Северна Дакота.

## Демографија
По попису из 2010. године број становника је 751, што је 38 (5,3%) становника више него 2000. године.
| Група             | 2000.       | 2010.       |
| Белци             | 665 (93,3%) | 696 (92,7%) |
| Афроамериканци    | 0 (0,0%)    | 1 (0,1%)    |
| Азијати           | 1 (0,1%)    | 3 (0,4%)    |
| Хиспаноамериканци | 5 (0,7%)    | 7 (0,9%)    |
| Укупно            | 713         | 751         |